# Second Hand
Pour plus de détails, voir Fiche technique et Distribution.
Second Hand est un court métrage canadien réalisé par Isaac King.

## Synopsis
L'histoire d'un homme stressé et toujours pressé et de ses voisins qui laissent le temps s'écouler.

## Fiche technique
- Titre : Second Hand
- Réalisation : Isaac King
- Scénario : Isaac King
- Producteur : Isaac King
- Pays d'origine : Canada
- Durée : 7 minutes et 35 secondes
- Date de sortie : 2011

## Récompenses
Il a reçu le prix du public lors du festival d'Annecy 2012.